# Вакнин, Ицхак
Ицхак Вакнин (ивр. יצחק וקנין‎; род. 12 мая 1958 года, Израиль) — израильский политик, депутат кнессета от партии «ШАС»

## Биография
Ицхак Вакнин родился 12 мая 1958 года в Израиле. По профессии — учитель автомеханики. В 1982—1987 годах работал секретарём поселения Гранот. В 1988—1996 годах занимал пост председателя мошава Яара. Также с 1996 года Вакнин был секретарём регионального совета Маале Йосеф. В 1993—1996 годах работал председателем религиозного совета Маале Йосеф.
В 1996 году впервые был избран в кнессет, работал в комиссии по экономике, комиссии по вопросам алии и абсорбции и комиссии по поддержке статуса женщины. В 1999 году был переизбран в кнессет 15-го созыва, получил пост заместителя спикера кнессета, вошел в комиссию по борьбе с наркотиками, комиссии по экономике и в финансовую комиссию.
В правительстве Эхуда Барака получил портфель заместителя министра связи, и занимал эту должность до 11 июля 2000. В правительстве Ариэля Шарона работал заместителем министра труда и благосостояния. На несколько недель отказался от этой работы, так как все министры от «ШАС» временно покинули правительство.
В кнессете 16-го созыва работал в экономической комиссии и в комиссии по вопросам государственного контроля. В 2006 году был переизбран в кнессет 17-го созыва, вошел в состав комиссии по делам второго управления радио и телевещания, комиссии кнессета, финансовой комиссиик, миссии по экономике и комиссии по вопросам государственного контроля.
Перед выборами в кнессет 18-го созыва занял восьмое место в партийном списке «ШАС», прошел в кнессет, так как партия получила одиннадцать мандатов. Стал заместителем спикера кнессета, вошел в комиссию по экономике и финансовую комиссию. Был назначен председателем парламентской комиссии по вопросам этики.
Вакнин женат, имеет пятерых детей, живёт в мошаве Яара. Владеет ивритом, арабским и английским языками.